# معرض ألبرايت نوكس للفنون
معرض ألبرايت نوكس للفنون هو متحف فني يقع في 1285 شارع إلموود، بوفالو، نيويورك، في ديلاوير بارك. اعتبارًا من سبتمبر 2021 تم إغلاق حرم إلموود أفونيو في ألبرايت نوكس مؤقتًا بسبب أعمال البناء. تستضيف المعارض والأحداث في ألبرايت نوكس نورثلاند، وهي مساحة مشروع تقع في 612 نورثلاند أفونيو في نورثلاند كوريدور في بافالو. من المتوقع افتتاح متحف بافلو أولبرايت نوكس جوندلاش للفنون الجديد (AKG) في عام 2022. المعرض هو مكان عرض رئيسي للفن الحديث والفن المعاصر. يقع مباشرة مقابل كلية بافالو ستيت ومركز بورتشفيلد بيني للفنون.

## تاريخ

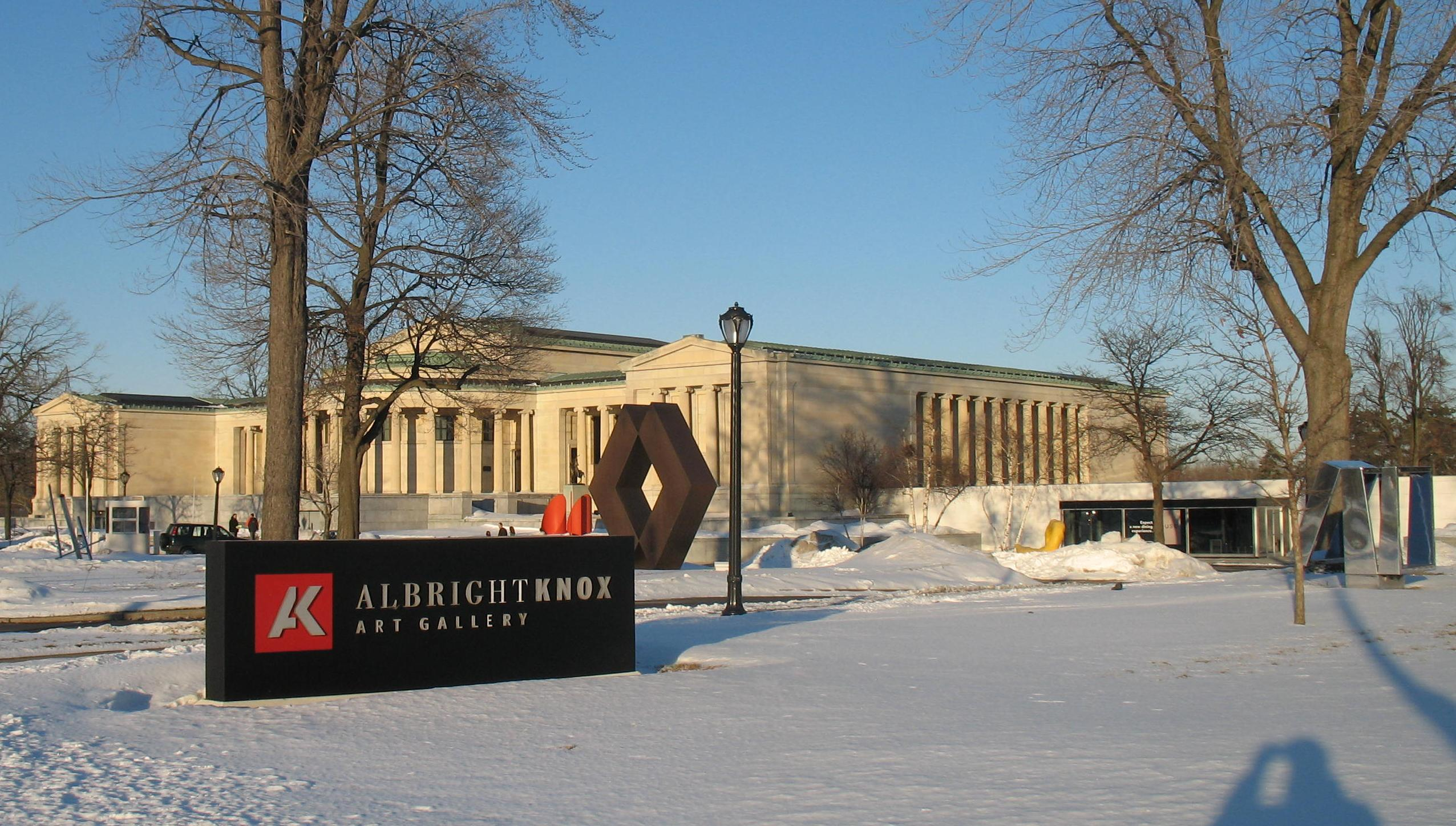
منظر من شارع إلموود

المنظمة الأم لمعرض أولبرايت نوكس للفنون هي أكاديمية بافالو للفنون الجميلة، التي تأسست عام 1862، وهي واحدة من أقدم مؤسسات الفنون العامة في الولايات المتحدة. في 15 كانون الثاني (يناير) 1900، تبرع رجل الأعمال والمحسن في جامعة بافالو جون جيه ألبرايت، وهو رجل صناعي ثري من جامعة بافالو، بأموال للأكاديمية لبدء بناء معرض فني. تم تصميم المبنى من قبل المهندس المعماري المحلي البارز إدوارد برودهيد جرين. كان من المفترض في الأصل أن تستخدم كجناح للفنون الجميلة لمعرض عموم أمريكا عام 1901، ولكن التأخير في بنائه تسبب في عدم اكتماله حتى عام 1905. عندما فتحت أبوابها أخيرًا في 31 مايو 1905، تم تسميتها بمعرض أولبرايت للفنون.
كليفتون هول، المبنى الثالث في حرم المتحف، تم تشييده في عام 1920 باسم جمعية بوفالو للعلوم الطبيعية. اليوم، يضم كليفتون هول مركز دراسة المطبوعات والرسومات العائلية بول نورتون وفريديريك نورتون، ومختبر إيه كاي للابتكار، ومساحات عمل لمبادرة الفن العام، ومكاتب الموظفين.

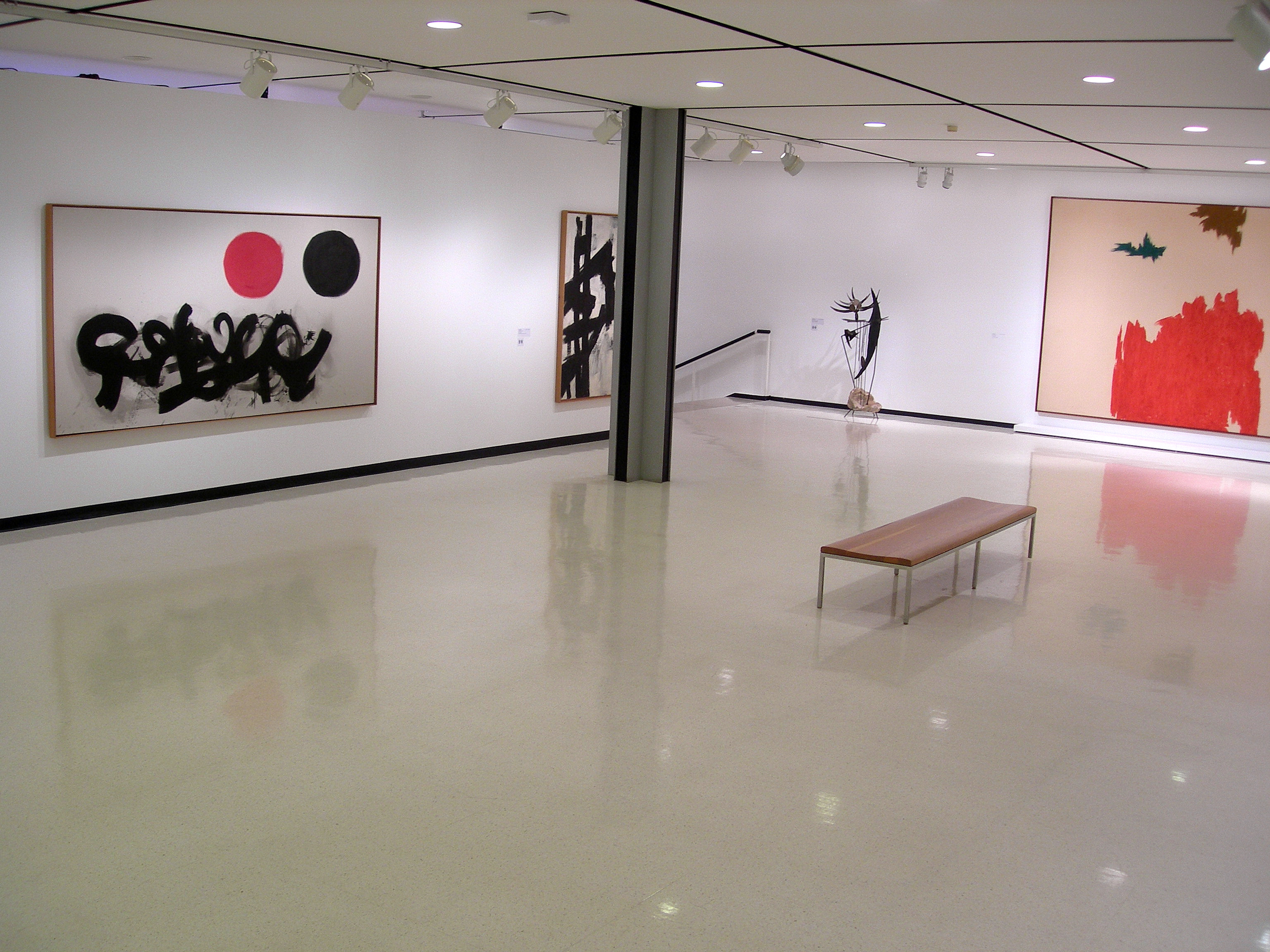
منظر من الداخل للمتحف

في عام 1962، تمت إضافة إضافة جديدة إلى المعرض من خلال مساهمات سيمور إتش نوكس الابن وعائلته والعديد من المتبرعين الآخرين. في هذا الوقت تم تغيير اسم المتحف إلى معرض ألبرايت نوكس للفنون. تم تصميم المبنى الجديد من قبل المهندس المعماري سكيدموري، أوينغس وميريل غوردون بانشافت، المعروف باسم ليفر هاوس في مدينة نيويورك. تم إدراج معرض ألبرايت نوكس آرت جاليري في السجل الوطني للأماكن التاريخية.
بدأ المتحف لأول مرة في مناقشة التوسع المحتمل في عام 2001. في عام 2012، كلف مجلس الإدارة شركة الهندسة المعمارية سنويتا بإعداد خطة رئيسية للنمو المستقبلي. في عام 2014، صوت المجلس لبدء توسعة المتحف، وفي يونيو 2016، أعلن المتحف عن اختياره لشريك أوما شوهي شيجماتسو كمهندس للمشروع. تعهد الرئيس التنفيذي لشركة دوبلين وجيفري جاندلاش من بوفالو بمبلغ 42.5 مليون دولار للمشروع، بينما وعدت الشركات والمؤسسات والمجموعات الحكومية والأفراد بمطابقة الأموال لتحقيق هدف بقيمة 125 مليون دولار.
المتحف جزء من شبكة متحف الآثار للرجال والنساء، التي أطلقتها مؤسسة آثار الرجال للحفاظ على الفن في عام 2021.

## المعارض
في عام 1978، تم اختيار معرض الجاليري الخاص بأعمال ريتشارد ديبنكورن لتمثيل الولايات المتحدة في بينالي البندقية الثامن والعشرين. في عام 1988، فاز المتحف مرة أخرى بمسابقة تنظيم المعرض الذي يمثل الولايات المتحدة في البندقية. أمين المتحف مايكل جي. اقترح الفنانة الإعلامية جيني هولزر.

## المجموعة الفنيّة

لوحة ألبرت جليزيس، لوم أو هاماك (رجل في أرجوحة) (1913)

لطالما عمل معرض ألبرايت نوكس للفنون ليس من خلال جمع أعمال الفنانين في العمق ولكن من خلال محاولة الحصول على الأعمال الرئيسية. تتضمن مجموعة المعرض عدة قطع فنية على مر القرون. يمكن العثور على الأنماط الانطباعية وما بعد الانطباعية في أعمال فنانين من القرن التاسع عشر مثل بول غوغان وفينسنت فان خوخ.
تم تمثيل الأنماط الثورية من أوائل القرن العشرين مثل التكعيبية والسريالية والبناء في أعمال فنانين مثل بابلو بيكاسو وجورج براك وجان ميتزينجر وألبرت جليز وهنري ماتيس وأندريه ديرين وجوان ميرو وبيت موندريان وألكسندر رودشينكو. فريدا كاهلو تمثلها صورة ذاتية مع قرد. بسبب سيمور هـ. نوكس وجوردون م. سميث، المدير السابق، كان ألبرايت نوكس من أوائل المتاحف التي جمعت التعبيرية التجريدية بعمق.
قطع أكثر حداثة تظهر أنماط من التجريدية التعبيرية، فن البوب، ويمكن أيضا العثور على فن 1970 حتى نهاية القرن ممثلة بفنانين مثل أرشيل غوركي، جاكسون بولوك، كليفورد لا يزال، وأندي وارهول. بالإضافة إلى ذلك، فإن المعرض غني أيضا بقطع مختلفة من بعد الحرب الأمريكية والفن الأوروبي، تتضمن مجموعتهم المعاصرة قطع لفنانين مثل كيكي سميث، آلان غراهام، جورج باسيليتز، وجون كونيل. المتحف اشترى أنسلم كيفر على نطاق واسع (1985-87) وبحلول عام 1988 للاحتفال بالذكرى 125.
يمكن أن تستوعب مساحة معرض ألبرايت نوكس 200 عمل فقط - 3٪ فقط من مجموعتها المكونة من 6740 قطعة.

## المجموعة المختارة

### لوحات

أونوريه دومييه، Laundress on the Quai dAnjou، c. 1860أونوريه دومييه، Laundress on the Quai dAnjou، c. 1860
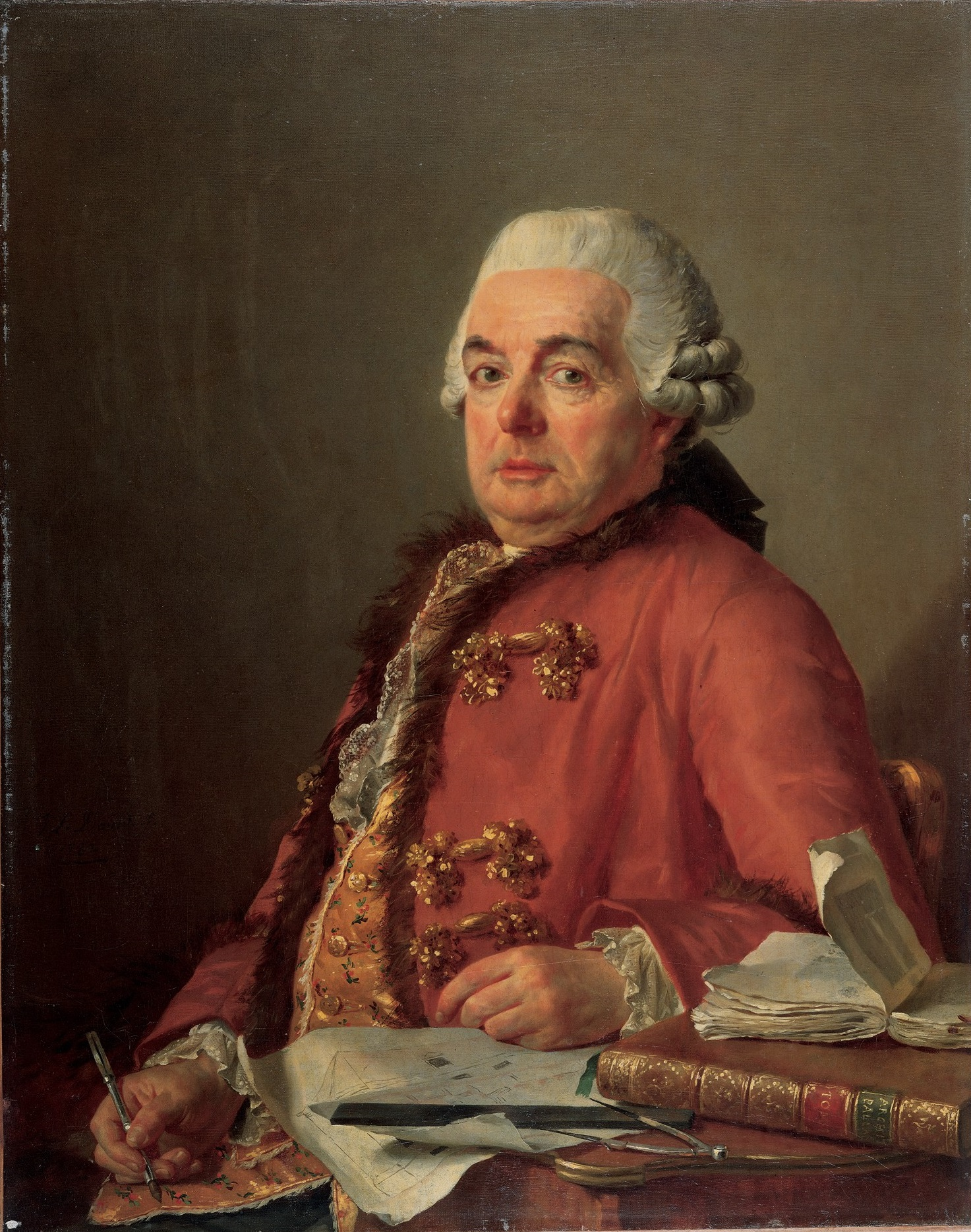
جاك لويس ديفيد، صورة جاك فرانسوا ديسميزون، 1782
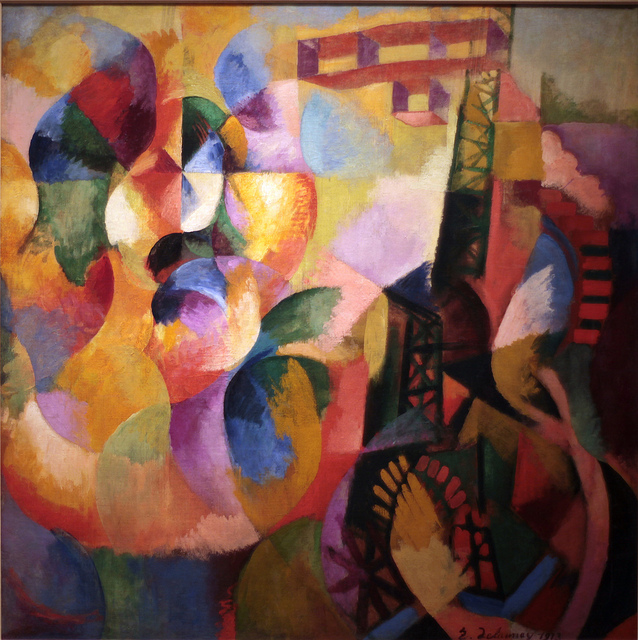
روبرت ديلوناي، سولي، جولة، إيروبلين ( الشمس، البرج، الطائرة )، 1913
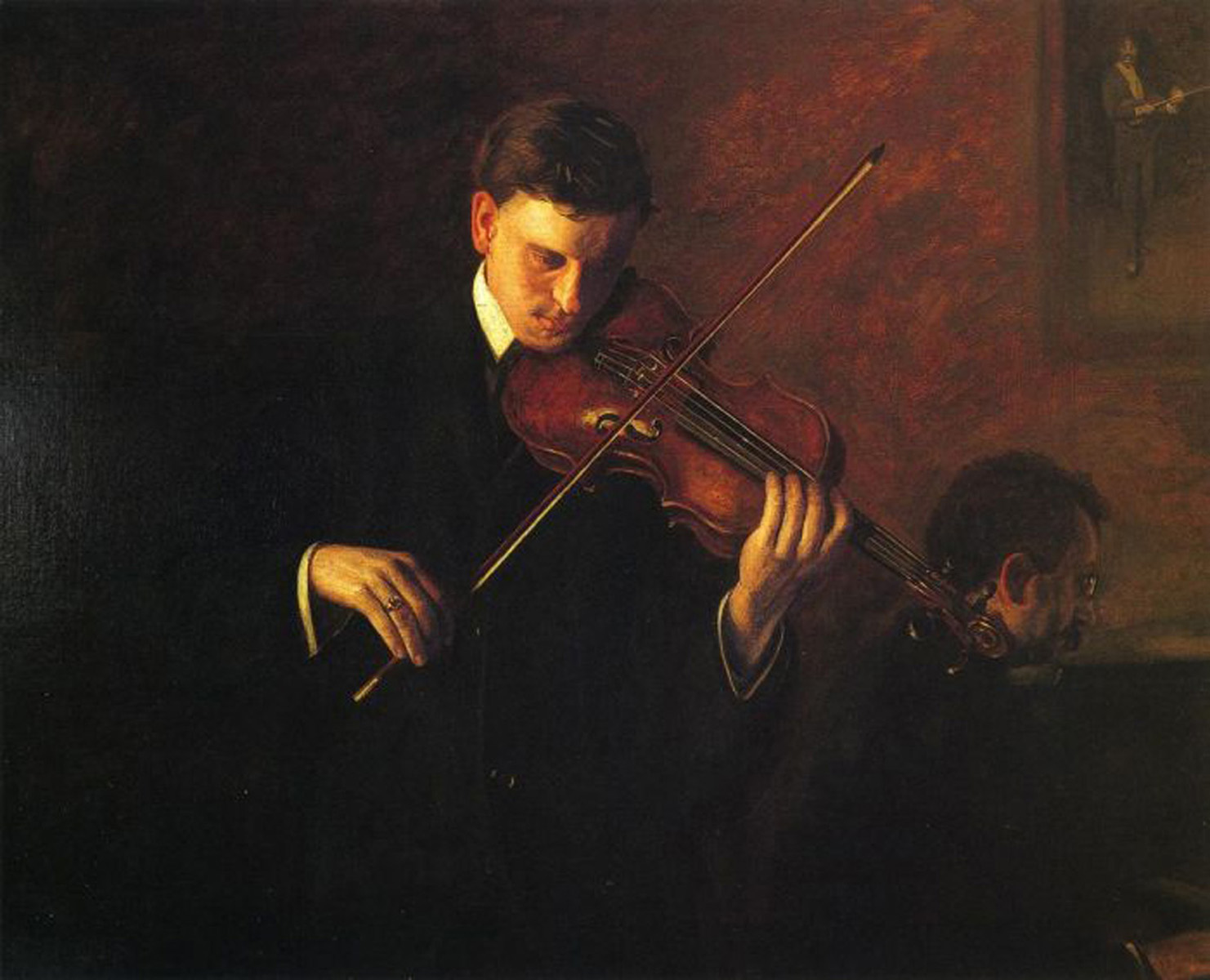
توماس إيكنز، موسيقى، 1904
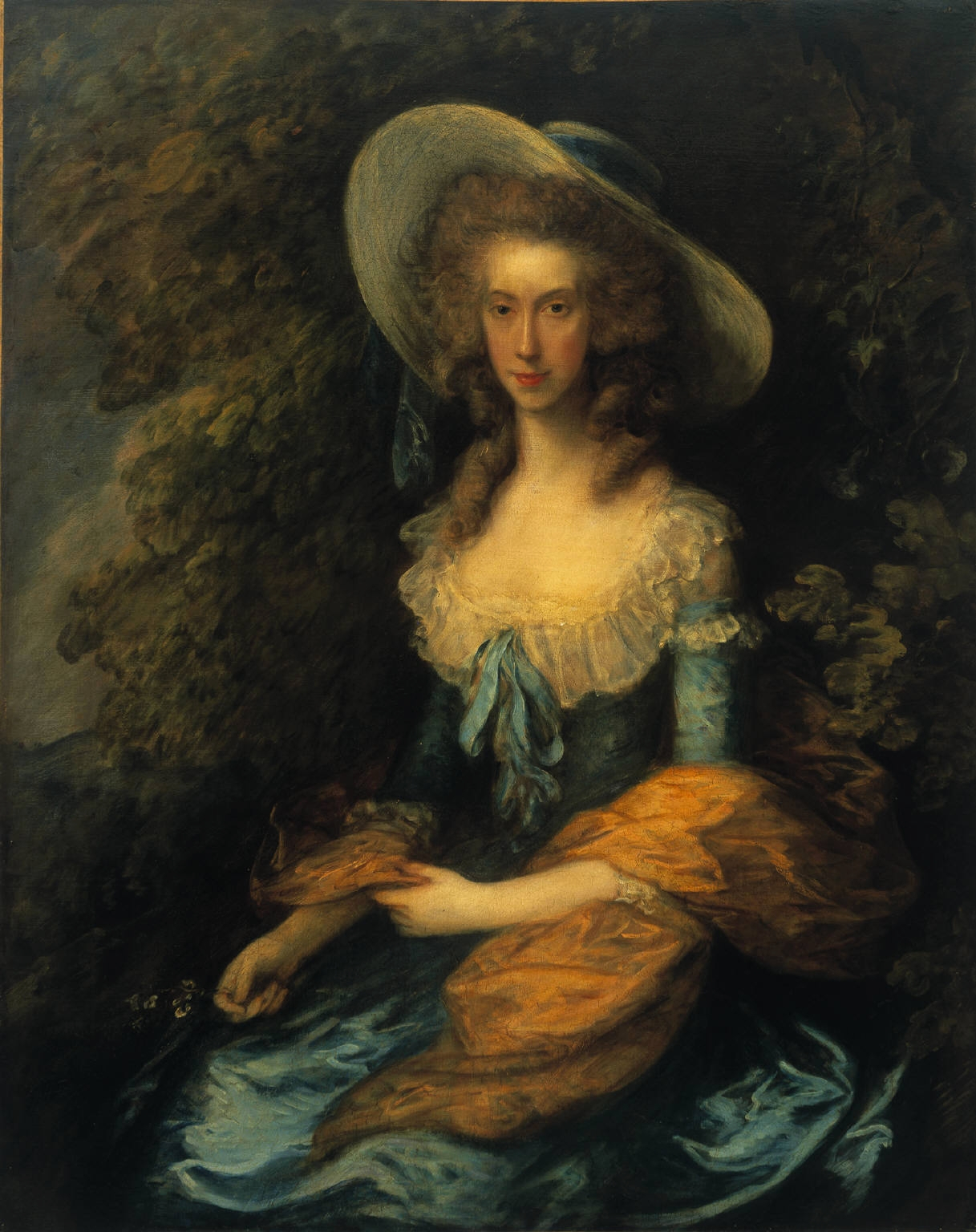
توماس جينزبورو، صورة ملكة جمال إيفانز، ج. 1786-1790
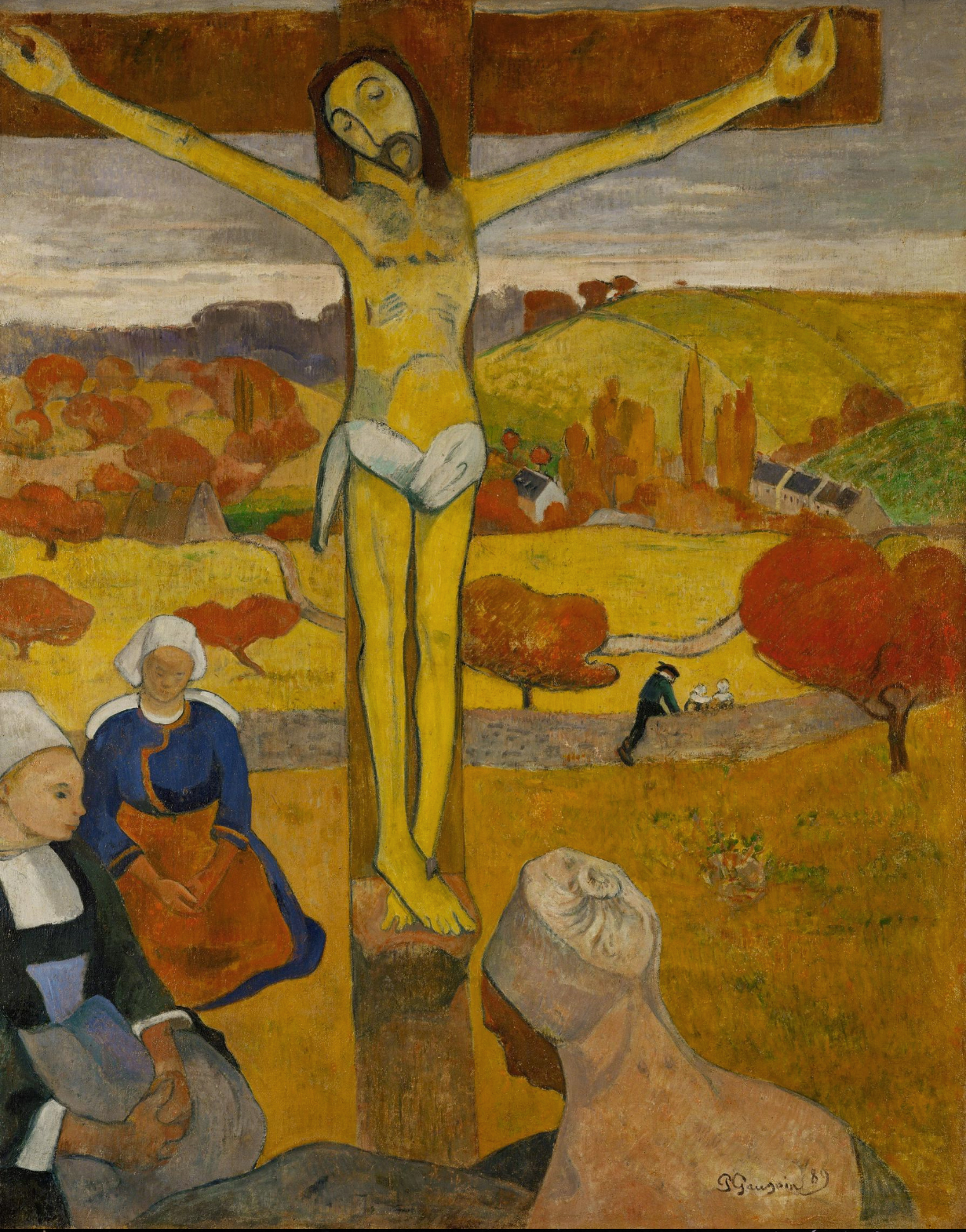
بول غوغان، المسيح الأصفر  [لغات أخرى]‏ 1889
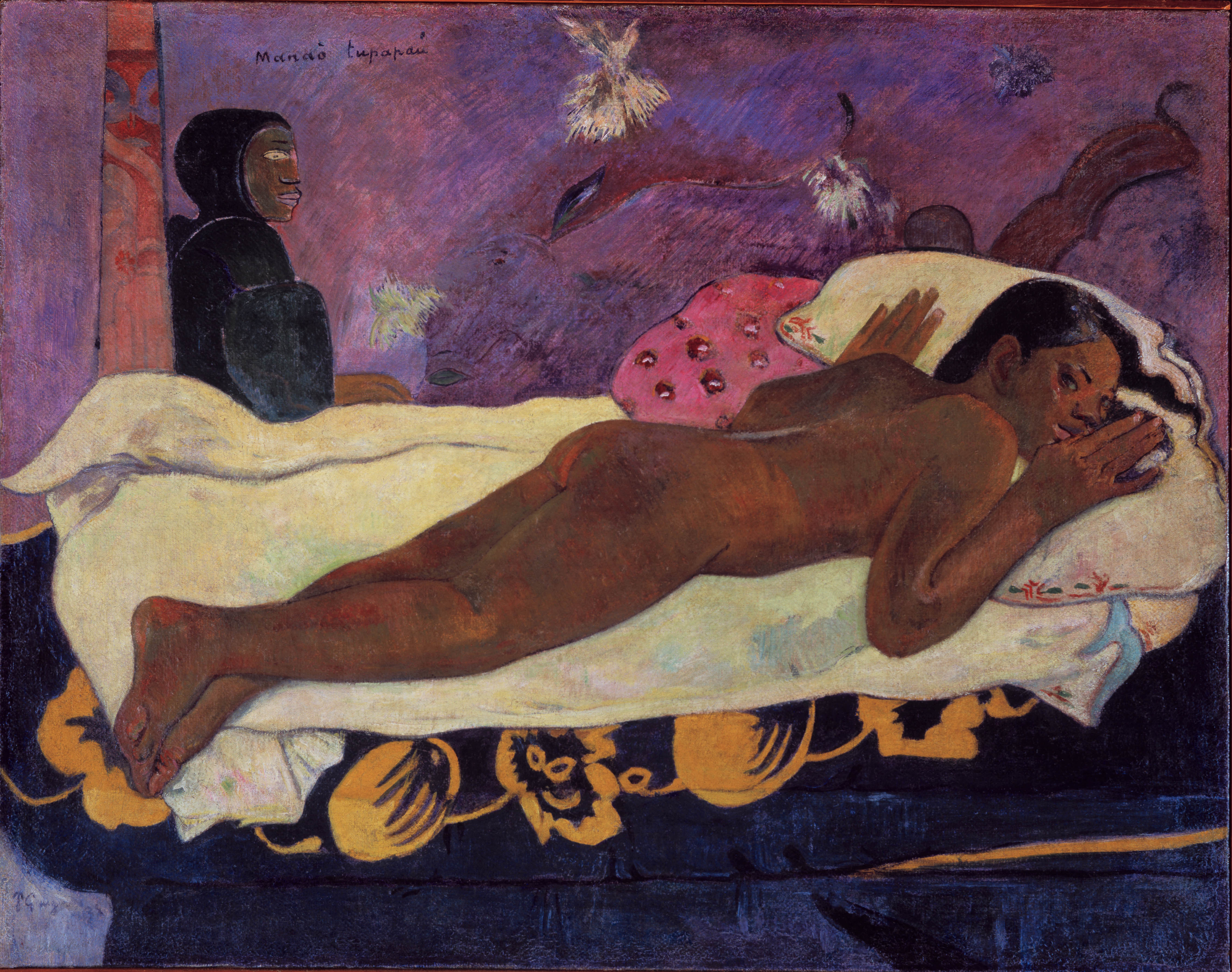
بول غوغان، روح الموتى يشاهد 1892
ألبرت جليزيس، رجل في أرجوحة، 1913، زيت على قماش، 130 × 155.5 سمألبرت جليزيس، رجل في أرجوحة، 1913، زيت على قماش، 130 × 155.5 سم
وليام هوغارث، آخر حصة للسيدة 1759وليام هوغارث، آخر حصة للسيدة 1759
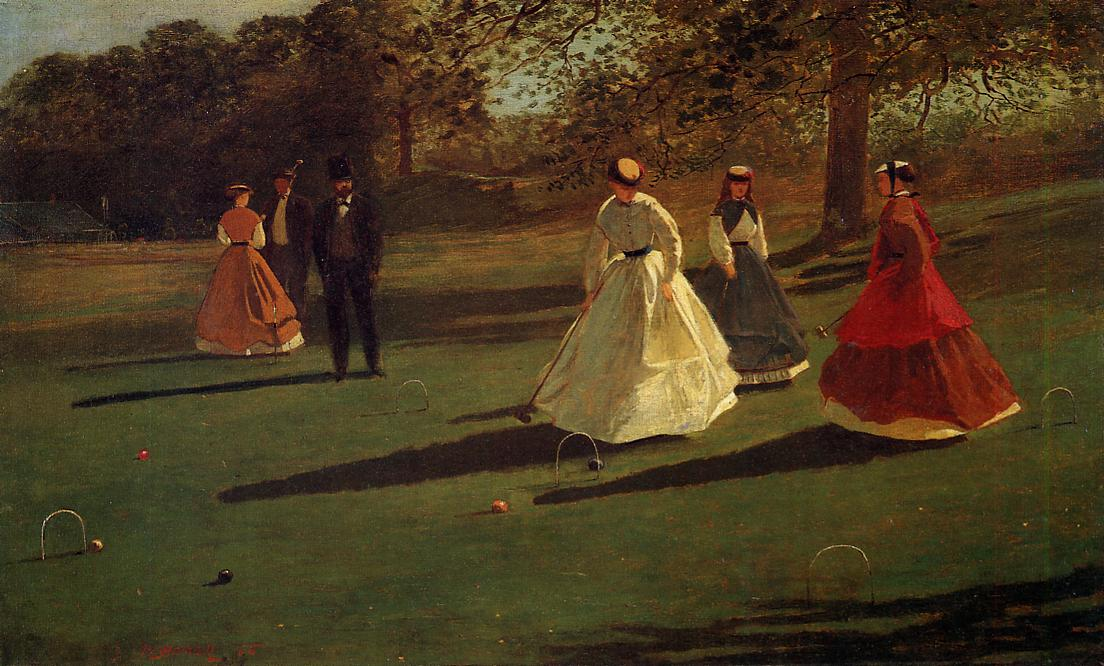
وينسلو هومر، لاعبي الكروكيه، 1865
جان ميتزينغر، 1912، دانسيوز أو كافيه ( راقصة في مقهى )، زيت على قماش، 146.1 × 114.3 سم. معروض في 1912 صالون داتومنيجان ميتزينغر، 1912، دانسيوز أو كافيه ( راقصة في مقهى )، زيت على قماش، 146.1 × 114.3 سم. معروض في 1912 صالون داتومني
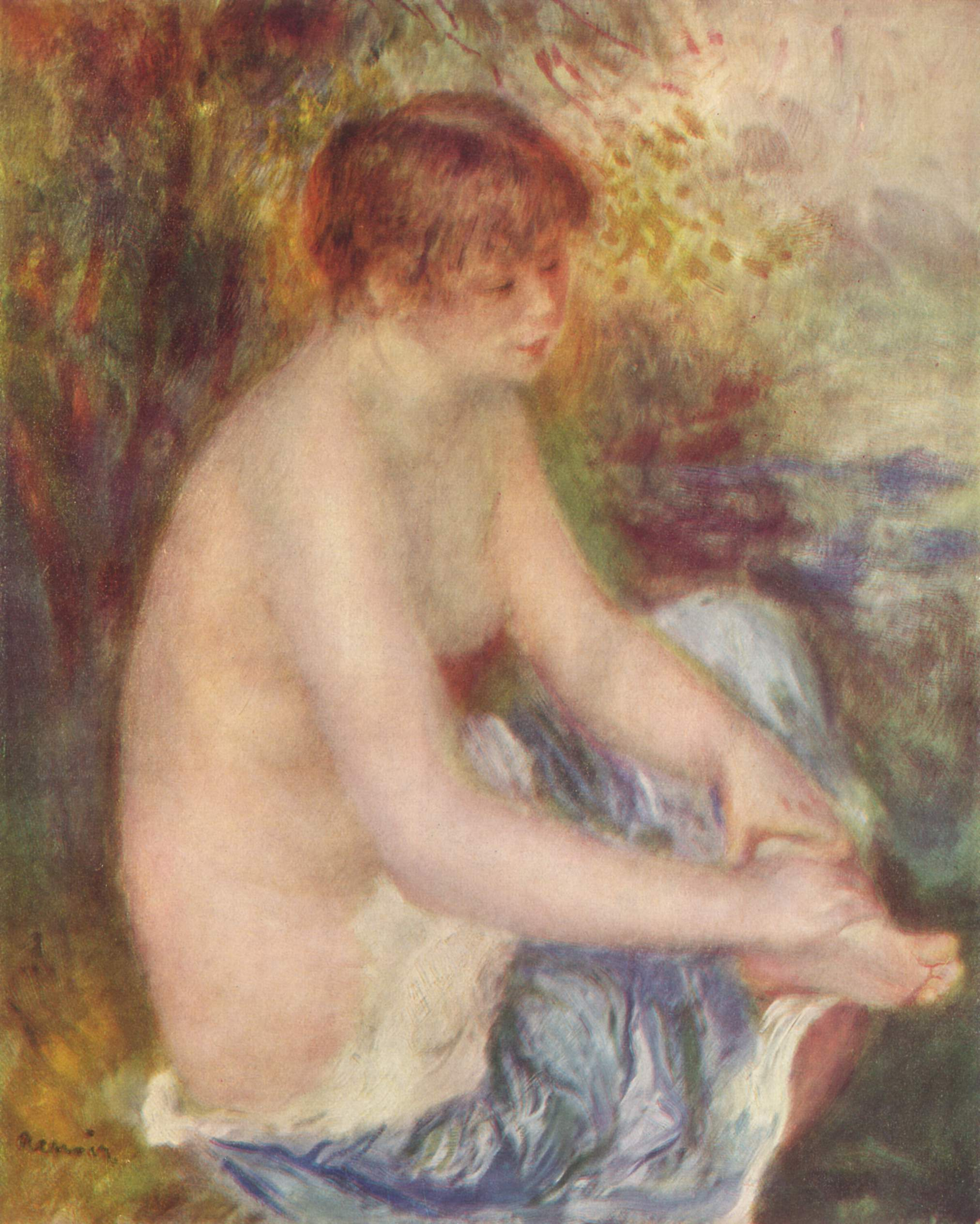
بيير أوغست رينوار، عاري صغير باللون الأزرق، 1879
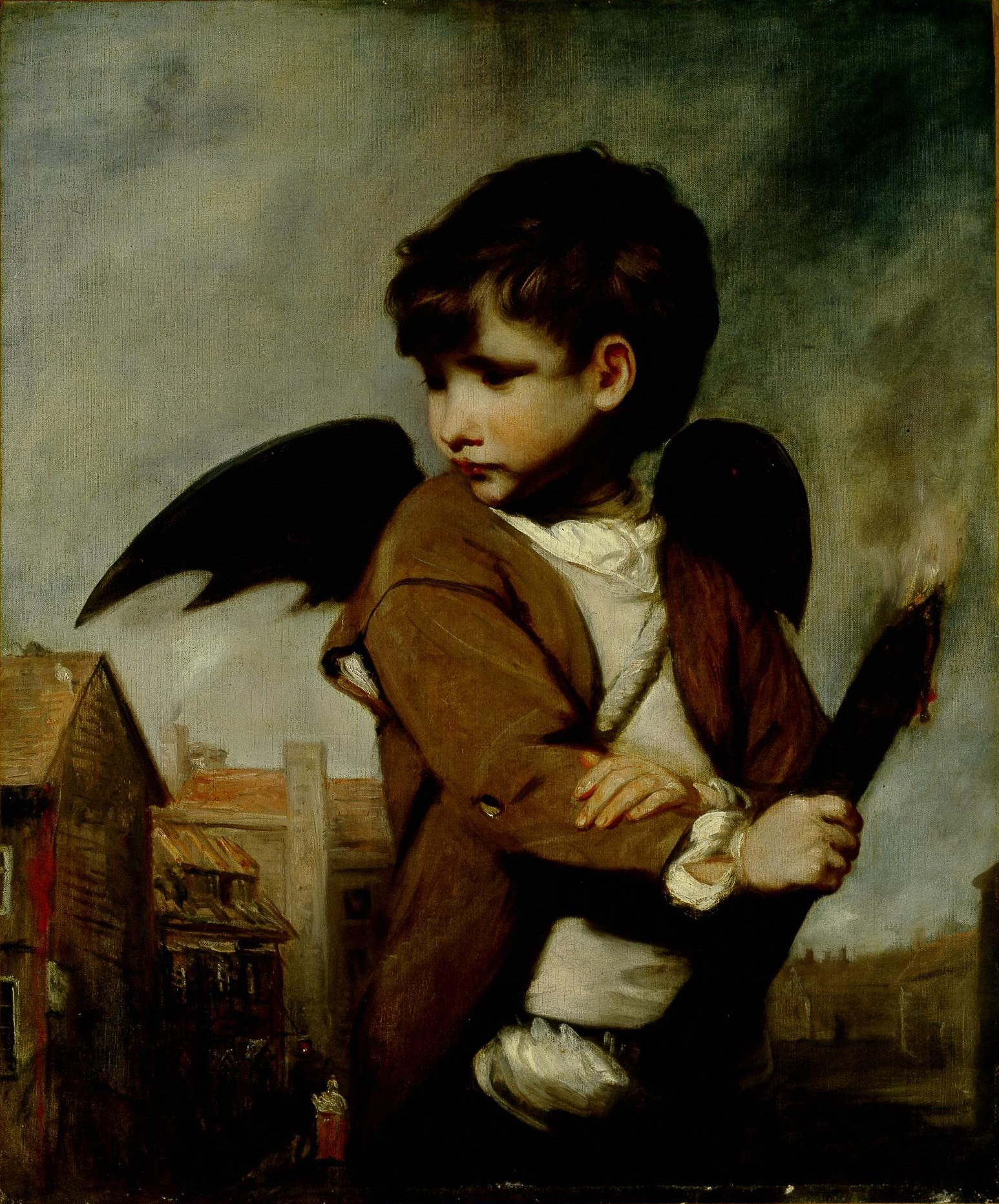
جوشوا رينولدز كيوبيد في دور لينك بوي، ج. 1771-1777
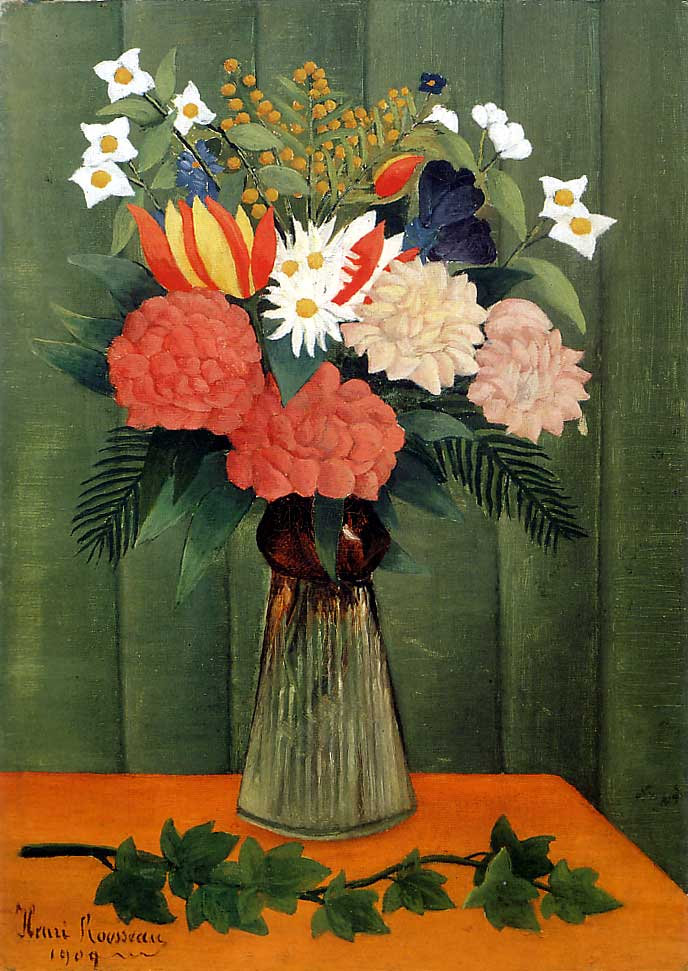
هنري روسو، باقة من الزهور مع غصن اللبلاب، 1909
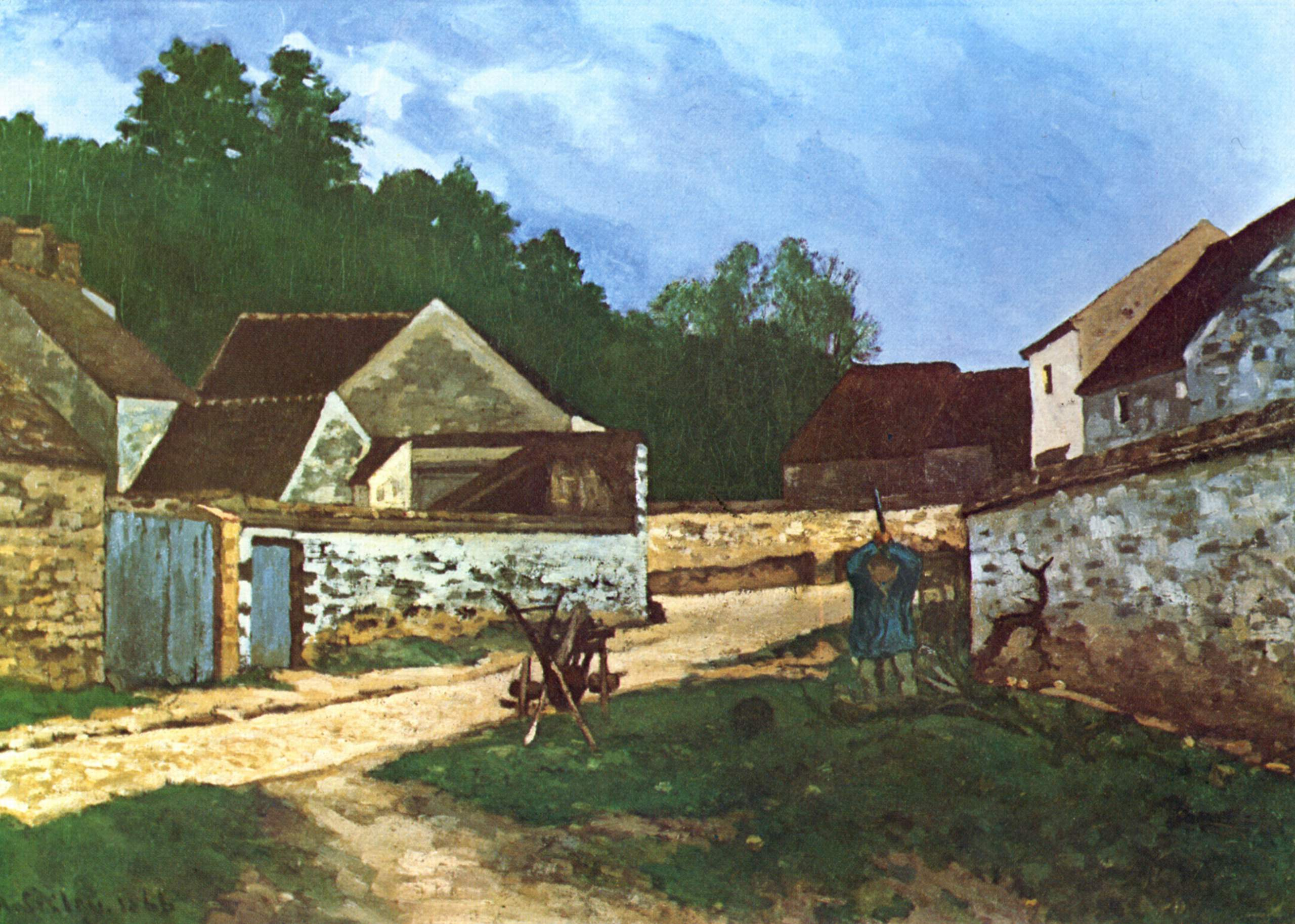
ألفريد سيسلي، شارع القرية في مارلوت، ١٨٦٦
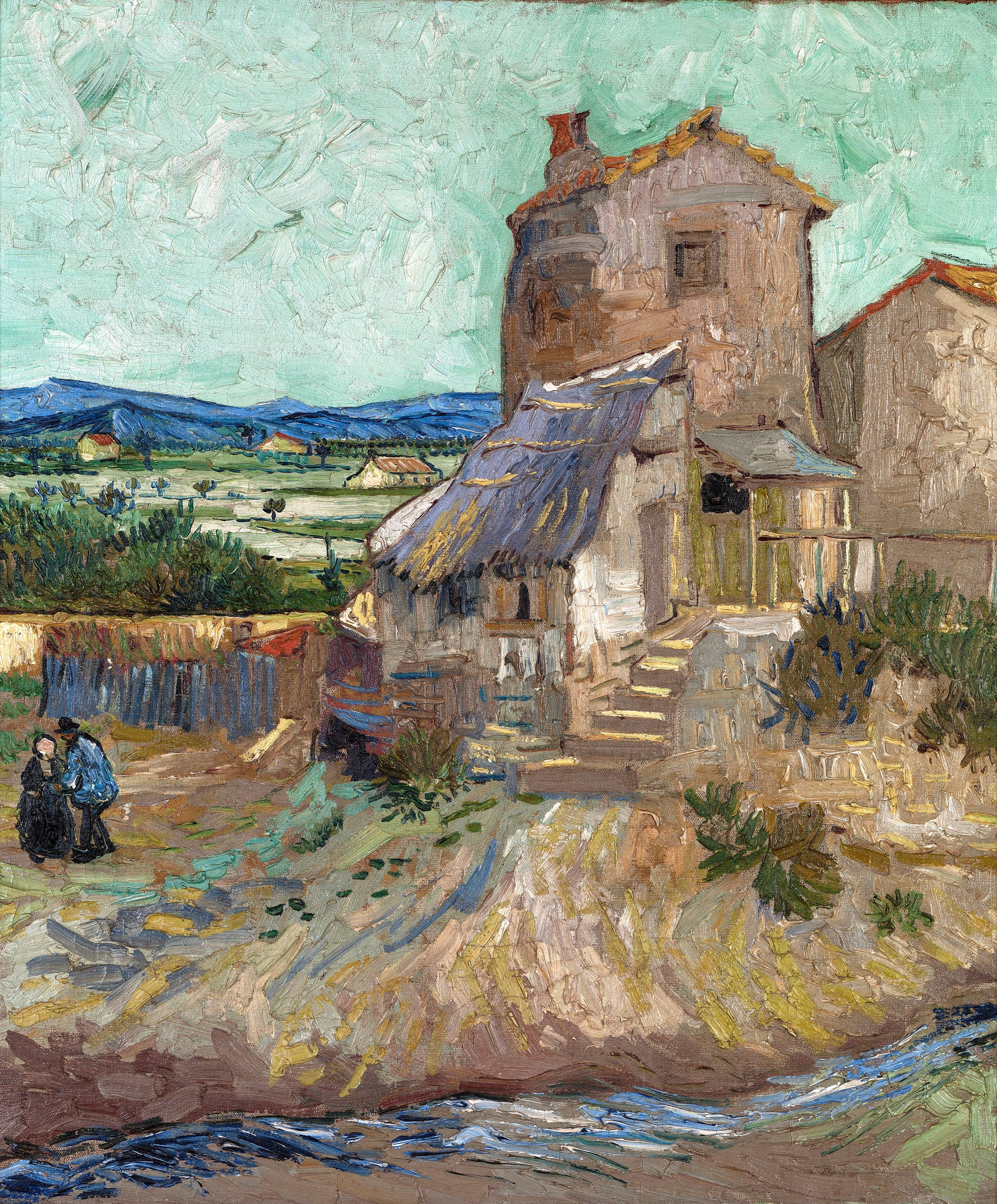
فنسنت فان جوخ، لا ميزون دي لا كراو ( الطاحونة القديمة )، 1888

يحتوي ألبرايت نوكس على أكثر من 6500 عمل في مجموعته، فيما يلي قائمة تسلط الضوء على بعض اللوحات البارزة الأخرى:
| اسم                                                    | فنان               | العام     | ملحوظات |
| ردهة الفندق                                            | ماكس بيكمان        | 1950      |         |
| الموسيقى والأدب                                        | وليام مايكل هارنيت | 1878      |         |
| لا ميزون دي لا كراو (الطاحونة القديمة)                 | فنسنت فان غوغ      | 1888      |         |
| لا جون بون (الفتاة الخادمة)                            | أميديو موديجلياني  | 1918      |         |
| بورتريه ذاتي مع قرد                                    | فريدا كاهلو        | 1938      |         |
| شخصية عارية                                            | بابلو بيكاسو       | 1909-1910 |         |
| لا تواليت                                              | بابلو بيكاسو       | 1906      |         |
| Chemin de haulage à argenteuil (مسار السحب في أرجنتوس) | كلود مونيه         | 1875      |         |
| التقارب                                                | جاكسون بولوك       | 1952      |         |
| البرتقالي والأصفر                                      | مارك روثكو         | 1956      |         |
| بقرة                                                   | آندي وارهول        | 1976      |         |

### التماثيل
يحتوي المعرض على مجموعة متنوعة من المنحوتات على الأسطح الخارجية. بعض من أبرزها، من الماضي والحاضر، تشمل:
| اسم                                                                                      | فنان                | العام    | صورة |
| سلسلة الأبجدية                                                                           | فليتشر بينتون       | غير متاح |      |
| بيج ريد                                                                                  | جيمس روساتي         | 1971     |      |
| رابطة                                                                                    | الكسندر ليبرمان     | 1969     |      |
| الفولاذ المقاوم للصدأ، والألومنيوم، أحادية اللون 1، بنيت للعيش في أي مكان، في المنزل هنا | نانسي روبينز        | 2011     |      |
| سيجارة                                                                                   | توني سميث           | 1961     |      |
| الماس الأول من الثالث                                                                    | أنتوني ميلكوفسكي    | 1967     |      |
| الاتجاه الأول                                                                            | ليمان كيب           | 1962     |      |
| كرما                                                                                     | دو هو سوه           | 2010     |      |
| عمود EC                                                                                  | كينيث سنلسون        | 1969-81  |      |
| معدل ثابت II                                                                             | ليمان كيب           | 1969     |      |
| أربع فرص                                                                                 | كينيث سنلسون        | 1982     |      |
| في الأزرق                                                                                | شاين دارك           | 2005     |      |
| لورا                                                                                     | جاومي بلنسا         | 2012     |      |
| انتبه وانظر                                                                              | جيم هودجز           | 2005     |      |
| فتاة القرش                                                                               | كيسي ريوردان ميلارد | 2014     |      |
| هيكل المراجعة المكدس                                                                     | ليام جيليك          | 2005     |      |
| البكاء                                                                                   | إيسامو نوغوتشي      | 1962     |      |
| قلب العالم رأسًا على عقب # 4                                                              | أنيش كابور          | 1998     |      |

## مهمة أولبرايت نوكس

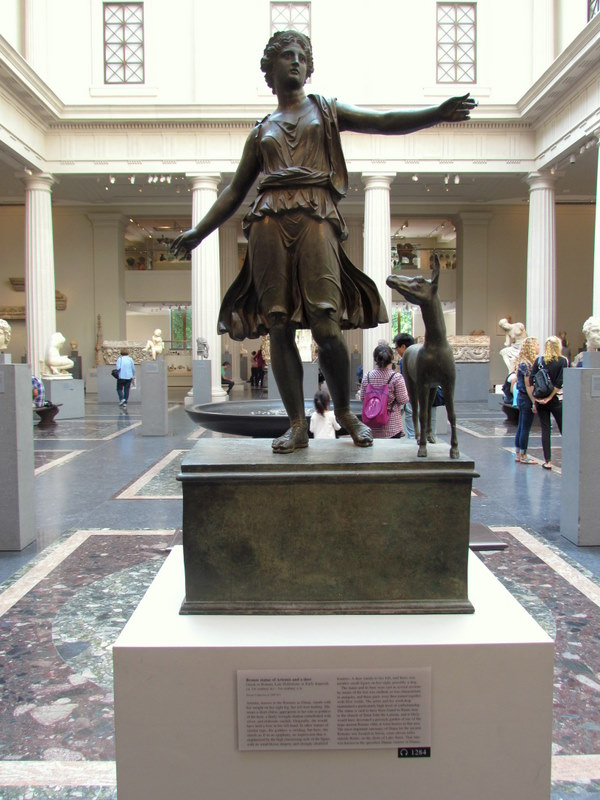
لوحة Artemis and the Stag معروضة في متحف متروبوليتان للفنون.

في عام 2007، ألغى معرض ألبرايت-نوكس الفني منحوتة برونزية من العصر الروماني، Artemis and the Stag، والتي تم بيعها بالمزاد العلني في سوذبيز (بالإنجليزية: Sothebys New York)‏ في 7 يونيو 2007، وجلبت 28.6 مليون دولار. كان هذا أعلى سعر تم دفعه في أي وقت مضى في مزاد لقطعة أثرية أو منحوتة في أي فترة، وفقًا لسوذبيز. تم شراؤها من قبل تاجر لندن جوزيبي إسكنازي نيابة عن جامع أوروبي خاص.
لفت الحدث الانتباه الوطني إلى ما كان حتى ذلك الحين مسألة محلية، مهمة أولبرايت نوكس. في فبراير 2007، عندما تم الإعلان عن قائمة الأعمال التي سيتم إلغاء الخلافة إليها، عرّف مدير أولبرايت نوكس لويس جراتشوس النحت القديم بأنه يقع خارج «المهمة الأساسية» التاريخية للمؤسسة المتمثلة في «اكتساب وعرض فن الحاضر». جعل هذا التعريف النقاد يتساءلون عما إذا كان الموقف في معرض «حصة ويليام هوغارث الأخيرة لسيدة وليام هوغارث أو كيوبيد السير جوشوا رينولدز في دور لينك بوي» آمنًا. قام المتحف بشراء أعمال غوستاف كوربيه وأونوريه دومير وجاك لويس ديفيد ويوجين ديلاكروا في العقود السابقة.
تم اتخاذ قرار إلغاء انضمام بعض الأعمال الفنية من خلال تصويت مجلس إدارة المتحف، وتم التصويت عليه والمصادقة عليه من قبل جميع الأعضاء، واتبع إرشادات التحالف الأمريكي للمتاحف. أثار البيع تساؤلات حول كيف يمكن للمتاحف أن تظل حيوية عندما تقع في مناطق متدهورة اقتصاديًا ولديها وسائل محدودة لجمع الأموال للعمليات وعمليات الاستحواذ.

## ساعات العمل
المعرض مفتوح من 10 صباحا حتى 5 مساءً، من الثلاثاء إلى الأحد. في أول جمعة من كل شهر، يفتح المعرض من الساعة 10 صباحا حتى 10 pm مع دخول مجاني إلى المجموعة الدائمة من خلال دعم إم&تي بانك.

## إدارة

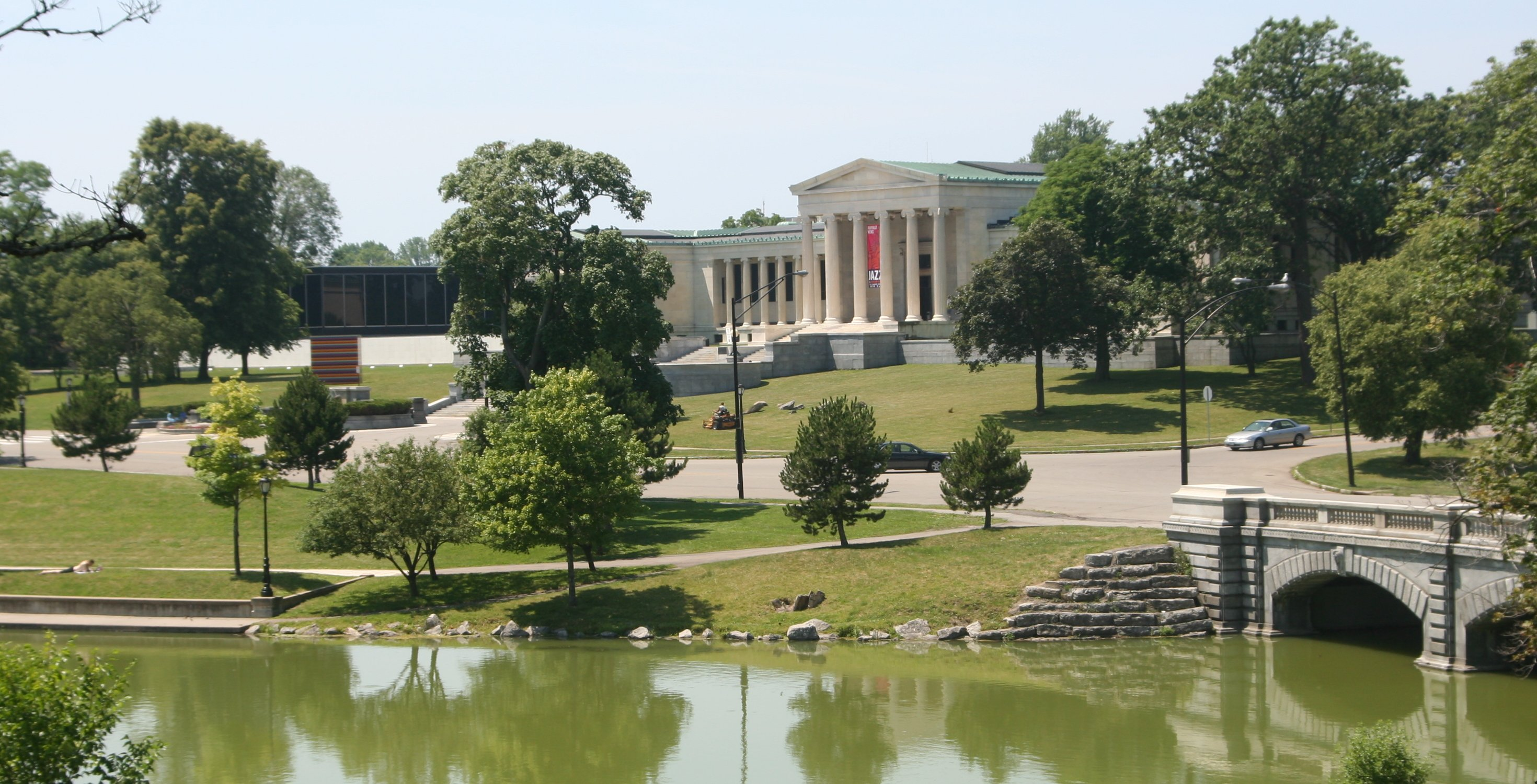
منظر لمعرض أولبرايت - نوكس الفني من ديلاوير بارك

### الحكم
منذ عام 2013، يشغل جان سيرين منصب مدير معرض ألبرايت نوكس للفنون. يُعتقد أن سيرين هو أول مدير من منطقة الشمال يتولى رئاسة متحف فني أمريكي كبير.
القائمة الكاملة للمديرين:
- جان جالن كاليلا سيرين (2013 إلى الوقت الحاضر)
- لويس جراتشوس (2002-2013)
- دوغلاس جي شولتز (1983-2002)
- روبرت ت.باك الابن (1973-1983)
- جوردون م. سميث (1955–1973)
- إدغار سي شينك (1949-1955)
- أندرو سي ريتشي (1942-1949)
- جوردون بي واشبورن (1931-1942)
- وليام م. هيكينج (1925-1931)
- كورنيليا بنتلي سيج كوينتون (1910-1924)
- تشارلز مكمين كورتز (1905–1909)

### التمويل
اعتبارًا من عام 2007، بلغت قيمة وقف ألبرايت نوكس آرت جاليري حوالي 58 مليون دولار، مما أدى إلى توليد حوالي 1.1 مليون دولار سنويًا لعمليات الاستحواذ. منذ أن تمت إضافة عائدات بيع حوالي 200 عمل فني في عام 2007 إلى منحة الاستحواذ الحالية البالغة 22 مليون دولار، تمكن المتحف من إنفاق ما يقرب من 5 ملايين دولار على الفن الجديد سنويًا. في عام 2013، تلقى معرض ألبرايت-نوكس للفنون وصية بقيمة 11 مليون دولار من تركة عضو مجلس الإدارة منذ فترة طويلة وراعية فنون بافالو بيجي بيرس إلفين، والتي ربما تكون أكبر هدية فردية في تاريخ المتحف.

## روابط خارجية
- الموقع الرسمي
</img>
- الجاموس المعماري والتاريخ: معرض ألبرايت نوكس للفنون، مع صور وتاريخ أكثر تفصيلاً